# Only the Good Survive
Only the Good Survive ist ein Mystery-Thriller von Dutch Southern, der im März 2023 beim South by Southwest Film Festival seine Premiere feierte.

## Handlung
Sheriff Cole Mack greift in einer Kleinstadt im ländlichen Texas eine junge Frau namens Brea Dunlee auf. Bei ihrer Befragung erklärt die traumatisierte Brea, sie habe gemeinsam mit drei Freunden seltene Münzen bei einem Bauern und seiner Frau stehlen wollen, sie seien dabei jedoch auf etwas viel Wertvolleres gestoßen. Nachdem sie dieses Geheimnis entdeckt haben, ist eine Sekte den vier Freunden auf den Fersen. 
Cole hört sich ihre verworrene Geschichte an und weiß nicht, ob ihm Brea die Wahrheit erzählt, und die junge Frau weiß umgekehrt nicht, ob sie ihm vertrauen kann.

## Produktion

### Regie und Drehbuch
Regie führte Dutch Southern, der auch das Drehbuch schrieb. Es handelt sich bei Only the Good Survive um sein Regiedebüt. Zuvor war er als Drehbuchautor für den Kurzfilm Power Rangers und den Film Bad Turn Worse tätig, in dem die kanadische Schauspielerin Mackenzie Davis in ihrer ersten Hauptrolle zu sehen war.

### Besetzung

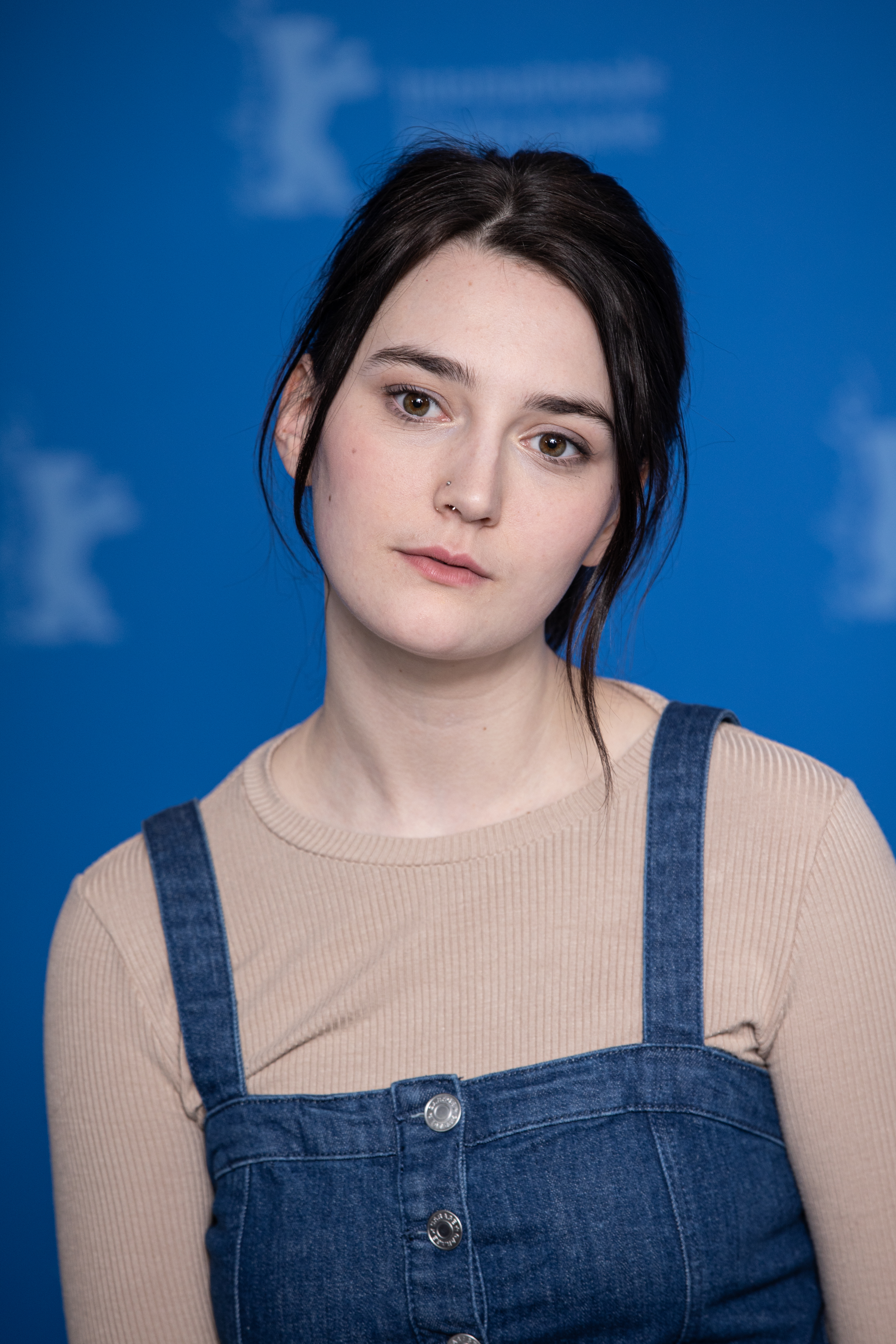
Sidney Flanigan spielt in der Hauptrolle Brea Dunlee

Sidney Flanigan, bekannt aus dem Film Niemals Selten Manchmal Immer von Eliza Hittman, spielt in der Hauptrolle Brea Dunlee. Frederick Weller übernahm die Rolle von Sheriff Cole Mack. D’Pharaoh Woon-A-Tai, bekannt aus der Fernsehserie Reservation Dogs, spielt Breas Freund Ry Coolidge. Will Ropp und Darius Fraser spielen Erve Gann und Dev Watts, die mit ihnen den Einbruch unternehmen. In weiteren Rollen sind Jon Gries als der Sektenführer, Lachlan Watson als Faye und Randy Wayne in der Rolle von Mr. Brooks zu sehen.

### Dreharbeiten
Die Dreharbeiten fanden in Taft im San Patricio County in Texas auf einer Baumwollfarm des Produzenten Justin Duprie statt. Southern kannte diesen Ort aus der Zeit, als er das Drehbuch für Bad Turn Worse schrieb. Die Stadt und die Gegend seien genau so gewesen, wie er sie sich beim Schreiben des Drehbuchs für Only the Good Survive vorgestellt hatte. Als Kamerafrau fungierte Lucia Zavarcikova.

### Veröffentlichung
Die Weltpremiere erfolgte am 10. März 2023 beim South by Southwest Film Festival. Im Juni 2023 wurde der Film beim Bentonville Film Festival vorgestellt. Ende Oktober, Anfang November 2023 wurde er beim Raindance Film Festival gezeigt.

## Rezeption

### Kritiken
Von den bei Rotten Tomatoes aufgeführten Kritiken sind 85 Prozent positiv.
Erin Brady von Slash Film schreibt, es sei keine Überraschung, dass Sidney Flanigan nach ihrer Rolle in Niemals Selten Manchmal Immer hier genauso charismatisch ist. Ihre Figur der Brea erfordere einen Spagat zwischen ignoranter Naivität und Schmierentheater, der ihr vollends gelinge. Sie wirke/erscheine als das perfekte unschuldige Opfer eines unglaublichen Verbrechens und halte in der Rolle die schauspielerische Fassade den gesamten Film über aufrecht. Auch Darius Fraser und Will Ropp seien als schwule Version von Bonnie und Clyde herausragend, und D’Pharaoh Woon-A-Tai beweise in der Rolle von Ry einmal mehr, dass er einer der charismatischsten Schauspieler seiner Generation ist.

### Auszeichnungen
Raindance Film Festival 2023
- Nominierung für den Discovery Award  (Dutch Southern)[9]